# Тюрсе
Тюрсе́ (фр. Turcey) — коммуна во Франции, находится в регионе Бургундия. Департамент коммуны — Кот-д’Ор. Входит в состав кантона Сен-Сен-л’Аббеи. Округ коммуны — Дижон.
Код INSEE коммуны — 21648.

## Население
Население коммуны на 2010 год составляло 175 человек.
| 1962 | 1968 | 1975 | 1982 | 1990 | 1999 | 2010 |
| ---- | ---- | ---- | ---- | ---- | ---- | ---- |
| 205  | 203  | 173  | 155  | 174  | 171  | 175  |

## Экономика
В 2010 году среди 108 человек трудоспособного возраста (15—64 лет) 93 были экономически активными, 15 — неактивными (показатель активности — 86,1 %, в 1999 году было 70,5 %). Из 93 активных жителей работали 87 человек (48 мужчин и 39 женщин), безработных было 6 (1 мужчина и 5 женщин). Среди 15 неактивных 4 человека были учениками или студентами, 7 — пенсионерами, 4 были неактивными по другим причинам.